# 松山岛
29°57′52″N 122°08′13″E / 29.964527208991836°N 122.13683366775513°E
松山是浙江省舟山群岛中部的一个小岛，位于舟山岛定海城区东南6.3公里处，介于长峙岛、岙山、东蟹峙三岛之间。

## 地理
岛呈东西走向，长1.71公里，宽0.54公里。陆域面积0.84平方公里，加上潮间带约1平方公里。海岸线长5.03公里，最高点松山位于岛的西部，海拔 84米。

## 社会
松山原隶属于定海区长峙乡，2001年7月并入临城街道。岛上曾设有1个行政村，因人口流出目前已废。2000年人口普查时，岛上仅有7人。